# Tubificoides pollex
Tubificoides pollex är en ringmaskart som beskrevs av Alexander William Milligan 1991. Tubificoides pollex ingår i släktet Tubificoides och familjen glattmaskar. Inga underarter finns listade i Catalogue of Life.